# Wereldkampioenschap superbike van Jerez 2017
Het wereldkampioenschap superbike van Jerez 2017 was de twaalfde ronde van het wereldkampioenschap superbike en de elfde ronde van het wereldkampioenschap Supersport 2017. De races werden verreden op 21 en 22 oktober 2017 op het Circuito Permanente de Jerez nabij Jerez de la Frontera, Spanje.

## Superbike

### Race 1
| Pos | Nr  | Rijder               | Constructeur | Rondes | Tijd        | Grid | Punten |
| --- | --- | -------------------- | ------------ | ------ | ----------- | ---- | ------ |
| 1   | 1   | Jonathan Rea         | Kawasaki     | 19     | 32:15.347   | 2    | 25     |
| 2   | 7   | Chaz Davies          | Ducati       | 19     | +1.137      | 8    | 20     |
| 3   | 66  | Tom Sykes            | Kawasaki     | 19     | +1.599      | 4    | 16     |
| 4   | 22  | Alex Lowes           | Yamaha       | 19     | +3.652      | 3    | 13     |
| 5   | 60  | Michael van der Mark | Yamaha       | 19     | +7.329      | 5    | 11     |
| 6   | 5   | Sylvain Guintoli     | Kawasaki     | 19     | +11.066     | 11   | 10     |
| 7   | 32  | Lorenzo Savadori     | Aprilia      | 19     | +15.235     | 6    | 9      |
| 8   | 50  | Eugene Laverty       | Aprilia      | 19     | +16.241     | 7    | 8      |
| 9   | 12  | Javier Forés         | Ducati       | 19     | +16.273     | 12   | 7      |
| 10  | 40  | Román Ramos          | Kawasaki     | 19     | +18.463     | 10   | 6      |
| 11  | 36  | Leandro Mercado      | Aprilia      | 19     | +21.058     | 13   | 5      |
| 12  | 2   | Leon Camier          | MV Agusta    | 19     | +24.869     | 9    | 4      |
| 13  | 81  | Jordi Torres         | BMW          | 19     | +25.008     | 15   | 3      |
| 14  | 121 | Alessandro Andreozzi | Yamaha       | 19     | +34.028     | 16   | 2      |
| 15  | 37  | Ondřej Ježek         | Kawasaki     | 19     | +34.201     | 18   | 1      |
| 16  | 72  | Takumi Takahashi     | Honda        | 19     | +1:16.011   | 21   |        |
| 17  | 84  | Riccardo Russo       | Kawasaki     | 17     | +2 ronden   | 19   |        |
| DNF | 34  | Davide Giugliano     | Honda        | 16     | Uitgevallen | 17   |        |
| DNF | 33  | Marco Melandri       | Ducati       | 15     | Uitgevallen | 1    |        |
| DNF | 99  | Dominic Schmitter    | Suzuki       | 11     | Uitgevallen | 22   |        |
| DNF | 86  | Ayrton Badovini      | Kawasaki     | 0      | Ongeluk     | 20   |        |
| DNF | 35  | Raffaele De Rosa     | BMW          | 0      | Ongeluk     | 14   |        |

### Race 2
| Pos | Nr  | Rijder               | Constructeur | Rondes | Tijd         | Grid | Punten |
| --- | --- | -------------------- | ------------ | ------ | ------------ | ---- | ------ |
| 1   | 1   | Jonathan Rea         | Kawasaki     | 19     | 32:09.319    | 2    | 25     |
| 2   | 33  | Marco Melandri       | Ducati       | 19     | +2.732       | 1    | 20     |
| 3   | 7   | Chaz Davies          | Ducati       | 19     | +3.974       | 8    | 16     |
| 4   | 22  | Alex Lowes           | Yamaha       | 19     | +4.624       | 3    | 13     |
| 5   | 66  | Tom Sykes            | Kawasaki     | 19     | +6.454       | 4    | 11     |
| 6   | 60  | Michael van der Mark | Yamaha       | 19     | +10.120      | 5    | 10     |
| 7   | 12  | Javier Forés         | Ducati       | 19     | +15.594      | 12   | 9      |
| 8   | 5   | Sylvain Guintoli     | Kawasaki     | 19     | +15.902      | 11   | 8      |
| 9   | 36  | Leandro Mercado      | Aprilia      | 19     | +16.396      | 13   | 7      |
| 10  | 81  | Jordi Torres         | BMW          | 19     | +19.129      | 15   | 6      |
| 11  | 40  | Román Ramos          | Kawasaki     | 19     | +19.673      | 10   | 5      |
| 12  | 2   | Leon Camier          | MV Agusta    | 19     | +20.353      | 9    | 4      |
| 13  | 35  | Raffaele De Rosa     | BMW          | 19     | +34.169      | 14   | 3      |
| 14  | 121 | Alessandro Andreozzi | Yamaha       | 19     | +38.627      | 16   | 2      |
| 15  | 72  | Takumi Takahashi     | Honda        | 19     | +45.421      | 21   | 1      |
| 16  | 84  | Riccardo Russo       | Kawasaki     | 19     | +45.469      | 19   |        |
| 17  | 34  | Davide Giugliano     | Honda        | 18     | +1 ronde     | 17   |        |
| DNF | 32  | Lorenzo Savadori     | Aprilia      | 17     | +2 ronden    | 6    |        |
| DNF | 37  | Ondřej Ježek         | Kawasaki     | 13     | Ongeluk      | 18   |        |
| DNF | 50  | Eugene Laverty       | Aprilia      | 10     | Uitgevallen  | 7    |        |
| DNF | 99  | Dominic Schmitter    | Suzuki       | 0      | Ongeluk      | 22   |        |
| DNS | 86  | Ayrton Badovini      | Kawasaki     | 0      | Niet gestart |      |        |

## Supersport
| Pos | Nr  | Rijder                | Constructeur | Rondes | Tijd           | Grid | Punten |
| --- | --- | --------------------- | ------------ | ------ | -------------- | ---- | ------ |
| 1   | 64  | Federico Caricasulo   | Yamaha       | 19     | 33:07.725      | 1    | 25     |
| 2   | 16  | Jules Cluzel          | Honda        | 19     | +0.065         | 2    | 20     |
| 3   | 13  | Anthony West          | Kawasaki     | 19     | +1.652         | 6    | 16     |
| 4   | 99  | P.J. Jacobsen         | MV Agusta    | 19     | +3.735         | 4    | 13     |
| 5   | 144 | Lucas Mahias          | Yamaha       | 19     | +7.248         | 5    | 11     |
| 6   | 32  | Sheridan Morais       | Yamaha       | 19     | +11.694        | 3    | 10     |
| 7   | 66  | Niki Tuuli            | Yamaha       | 19     | +15.644        | 10   | 9      |
| 8   | 47  | Rob Hartog            | Kawasaki     | 19     | +16.380        | 15   | 8      |
| 9   | 4   | Gino Rea              | Kawasaki     | 19     | +16.970        | 16   | 7      |
| 10  | 11  | Christian Gamarino    | Honda        | 19     | +17.519        | 9    | 6      |
| 11  | 65  | Michael Canducci      | Kawasaki     | 19     | +17.933        | 7    | 5      |
| 12  | 61  | Alessandro Zaccone    | MV Agusta    | 19     | +19.390        | 13   | 4      |
| 13  | 78  | Hikari Okubo          | Honda        | 19     | +20.526        | 20   | 3      |
| 14  | 5   | Axel Bassani          | Kawasaki     | 19     | +21.231        | 18   | 2      |
| 15  | 38  | Hannes Soomer         | Honda        | 19     | +22.056        | 14   | 1      |
| 16  | 71  | Christoffer Bergman   | Honda        | 19     | +24.168        | 21   |        |
| 17  | 87  | Lorenzo Zanetti       | MV Agusta    | 19     | +24.473        | 8    |        |
| 18  | 81  | Luke Stapleford       | Triumph      | 19     | +27.842        | 12   |        |
| 19  | 63  | Zulfahmi Khairuddin   | Kawasaki     | 19     | +34.299        | 22   |        |
| 20  | 17  | Miquel Pons           | Kawasaki     | 19     | +37.846        | 27   |        |
| 21  | 74  | Jaimie van Sikkelerus | Yamaha       | 19     | +38.809        | 24   |        |
| 22  | 26  | Kazuki Watanabe       | Kawasaki     | 19     | +40.105        | 23   |        |
| 23  | 69  | Xavier Cardelús       | Yamaha       | 19     | +40.237        | 25   |        |
| 24  | 83  | Lachlan Epis          | Kawasaki     | 19     | +58.998        | 29   |        |
| 25  | 48  | Giuseppe Scarcella    | Honda        | 19     | +1:13.659      | 31   |        |
| DNF | 111 | Kyle Smith            | Honda        | 17     | Ongeluk        | 11   |        |
| DNF | 56  | Péter Sebestyén       | Kawasaki     | 15     | Uitgevallen    | 26   |        |
| DNF | 97  | Martín Scheib         | Kawasaki     | 14     | Ongeluk        | 30   |        |
| DNF | 10  | Nacho Calero          | Kawasaki     | 10     | Schade ongeluk | 28   |        |
| DNF | 25  | Alex Baldolini        | Yamaha       | 8      | Uitgevallen    | 19   |        |
| DNF | 35  | Stefan Hill           | Triumph      | 1      | Ongeluk        | 17   |        |
| DNS | 88  | Kev Coghlan           | Yamaha       | 0      | Niet gestart   |      |        |

## Tussenstanden na wedstrijd

### Superbike
| Pos | Nr | Rijder         | Team     | Punten |
| --- | -- | -------------- | -------- | ------ |
| 1   | 1  | Jonathan Rea   | Kawasaki | 506    |
| 2   | 7  | Chaz Davies    | Ducati   | 363    |
| 3   | 66 | Tom Sykes      | Kawasaki | 363    |
| 4   | 33 | Marco Melandri | Ducati   | 301    |
| 5   | 22 | Alex Lowes     | Yamaha   | 226    |

### Supersport
| Pos | Nr  | Rijder          | Team      | Punten |
| --- | --- | --------------- | --------- | ------ |
| 1   | 144 | Lucas Mahias    | Yamaha    | 165    |
| 2   | 1   | Kenan Sofuoğlu  | Kawasaki  | 145    |
| 3   | 16  | Jules Cluzel    | Honda     | 135    |
| 4   | 32  | Sheridan Morais | Yamaha    | 132    |
| 5   | 99  | P.J. Jacobsen   | MV Agusta | 108    |

1990 · 2013 · 2014 · 2015 · 2016 · 2017 · 2019 · 2020 · 2021 · 2023 · 2024 · 2025